# Голикове (Кропивницький район)
Голико́ве — село в Україні, в Олександрівській селищній громаді Кропивницького району Кіровоградської області. Населення становить 511 осіб.  Колишній орган місцевого самоврядування — Голиківська сільська рада.

## Історія
Під час організованого радянською владою Голодомору 1932—1933 років помер щонайменше 201 житель села.

## Населення
Згідно з переписом УРСР 1989 року чисельність наявного населення села становила 563 особи, з яких 235 чоловіків та 328 жінок.
За переписом населення України 2001 року в селі мешкало 511 осіб.

### Мова
Розподіл населення за рідною мовою за даними перепису 2001 року:
| Мова       | Відсоток |
| ---------- | -------- |
| українська | 98,43 %  |
| російська  | 1,37 %   |
| молдовська | 0,20 %   |